# Filippo Turati
Filippo Turati (Canzo, Italia, 26 de noviembre de 1857 – París, 29 de marzo de 1932) fue un político, abogado y periodista italiano. Figura entre los primeros e importantes dirigentes del socialismo italiano, y fue uno de los fundadores, en 1892, del Partido Socialista Italiano.

## La vida
Frecuentó el liceo clásico Ugo Foscolo de Pavía, colaborando desde jovencísimo en revistas de orientación democrática y radical. Su línea política fue determinada en gran parte por las ideas marxistas de su compañera rusa Anna Kulishova y de su estrecha relación con los ambientes obreros de Milán. En 1886 apoya abiertamente al Partido Obrero Italiano, fundado en Milán en 1882 por los artesanos Giuseppe Croce y Constantino Lazzari, para fundar en 1889 la Liga Socialista Milanesa, inspirada en un marxismo no dogmático, que rechazaba abiertamente la anarquía.
Fue el fundador de la revista Critica sociale que dirige de 1891 a 1926.
En el congreso obrero italiano, sostenido en Milán el 2 y el 3 de agosto de 1892, se decide fundar el periódico Lucha de clase. Periódico de los trabajadores italianos, que nace el 30 de julio de ese año y cuyo director formal fue Camillo Prampolini, aunque de hecho realmente lo eran Turati y Kulishova. Colaboró, aunque no sin discrepancias con el periódico y órgano de los socialistas toscanos La Martinella, dirigido en Colle di Val d'Elsa, por Vittorio Meoni. Turati ideó un órgano en el que confluyeran todas las organizaciones populares italianas, obreras y campesinos, y expresó este deseo en el congreso de Génova de 1892, del que nace el Partido de los Trabajadores Italianos, que se transforma en el Partido Socialista Italiano en 1895, una formación con tendencias reformistas que utilizaba la lucha parlamentaria para satisfacer las aspiraciones sindicales.
A pesar de que Francesco Crispi intentó prohibir todas las organizaciones de izquierda, Turati, elegido diputado en junio de 1896, se muestra partidario a una apertura hacia el área republicana maziniana y a aquella radical, en la tentativa de dar un giro democrático al gobierno. El 1 de marzo de 1899 fe inhabilitado como parlamentario y arrestado acusado de haber dirigido la protesta del estómago de Milán, pero sería liberado el 26 de marzo, reelegido en las elecciones, haciendo obstruccionismo contra el gobierno reaccionario de Luigi Pelloux.
En 1901, en sintonía con su estilo "minimalista" (el llamado programma minimo, que se ponía como objetivos parciales reformas, que los socialistas reformistas intentaban acordar con las fuerzas políticas moderadas o directamente con el gobierno), Turati apoyó (ministerialismo) primero el gobierno liberal moderado de Giuseppe Zanardelli y sucesivamente los de Giovanni Giolitti (1903), que en 1904 aprobó importantes previsiones de legislación social (leyes sobre la tutela del trabajo de las mujeres y los niños, accidentes, invalidez y vejez, comités consultivos para el trabajo, apertura hacia las cooperativas).
A causa, sin embargo, de la política de Giolitti que favorecía solo a los obreros mejor organizados, la corriente de izquierda de PSI, encabezada por el revolucionario Arturo Labriola y del intransgente Enrico Ferri, dejó en minoría a la corriente de Turati en el Congreso desarrollado en Bolonia en 1904.
La corriente reformista volvió a prevalecer en el congreso de 1908 en alianza con los integristas de Oddino Morgari, año en que Turati fue nombrado presidente de la Federazione Italiana delle Biblioteche e Università Popolari con sede en Roma, fundada para promover la cultura entre las clases populares. En los años siguientes fue la personalidad principal del grupo parlamentario del PSI, generalmente más reformista que el partido mismo. Desde esa posición volvió a ser interlocutor privilegiado de Giolitti, que estaba entonces llevando a cabo una política de atención a las emergentes fuerzas de izquierda. La crisis de la Guerra Ítalo-Turca de Libia en 1911 provocó una fractura irremediable entre el gobierno giolittiano y el PSI, en el volvían a prevalecer las tendencias maximalistas.
Se mostró favorable al Interventismo ("intervencionismo") después de la derrota de Caporetto de 1917, convencido de que en ese momento defender a la patria en peligro era más importante que la lucha de clases. En la posguerra y tras la Revolución rusa el PSI se inclina cada vez más hacia posiciones revolucionarias, marginando a los reformistas; en octubre de 1922 Turati fue expulsado del partido, dando vida al Partido Socialista Unitario, juntamente con Giuseppe Modigliani y Claudio Treves. Tras el asesinato de Giacomo Matteotti participó en la secesión del Aventino.

### El exilio en Francia
En 1926, tras haber pedido inútilmente la concesión del pasaporte, decide abandonar su domicilio, por entonces bajo vigilancia. Tras descartar la hipótesis de expatriarse inicialmente en Suiza se decide (con la ayuda de Italo Oxilia, Camillo y Adriano Olivetti, Ferruccio Parri, Sandro Pertini y Carlo Rosselli) a huir a Córcega para trasladarse luego a París. Aquí desarrolla una intensa actividad antifascista colaborando entre otros en el quincenal Rinascita socialista. En 1930 colaboró con Pietro Nenni en la reunificación del PSI.

## El pensamiento político
Filippo Turati se definía como marxista, interpretando la doctrina de manera no dogmática; la emancipación del proletariado constituye el objetivo, pero se debe intentar obtenerla a través de las reformas.
Todo lo que puede conducir a una mejora es bueno, aunque caiga de lo alto: el socialismo es la estrella polar de la sociedad, pero a veces en su beneficio está bien cooperar con el capitalismo. Existen situaciones en las que la cooperación no es rechazada por los socialistas: las reformas pueden ser más positivas que las contraposiciones de clase; existen muchos socialismos que pueden adecuarse a los diversos estados y a las diversas épocas.
El de Turati era un socialismo que rechazaba cada sugestión del todo es súbito. Turati era, a pesar de ello, un socialista a todos los efectos porque tenía como objetivo la transferencia de la propiedad de los medios de producción a la mano pública. El proletariado no se podía emancipar de golpe; no se podía creer en la "iluminación" revolucionaria: no revolución, sino evolución gradual.
El tiempo del socialismo es un largo tiempo histórico hecho de mediaciones y de racionalidad: el proletariado alcanzará la madurez a través de las reformas; el reformismo es el instrumento para llegar a la sabiduría y debe acostumbrar al proletariado a su futura evolución. Las labores del reformismo son educar la consciencia y crear la solidaridad real entre las clases no privilegiadas.
Para Turati, si el proletariado está inmaduro, la revolución sería dañina: el maximalismo significa contestación, no mejora las condiciones del proletariado, ni está dicho que traiga resultados evocar una salvaje lucha de clases; así, tal guerra de clases llevaría a la destrucción de la economía, constriñendo al proletariado a una miseria aún más cruda.
Turati era un pensador pacifista: la guerra no puede resolver ningún problema. Es adversario del fascismo pero también de la revolución rusa, que es para él un fenómeno geográficamente limitado y no exportable y en el que no se usan la inteligencia, la libertad y la civilización.
Para Turati el fascismo no es sólo la falta de libertades sino una amenaza para el orden mundial: identifica elementos comunes entre el fascismo y el comunismo porque ambos repudian los valores del parlamentarismo. Desde este punto de vista, vale la pena hacer abrir la puerta un poco al liberalismo para defender la libertad.
Estas tesis estaban en contraposición con la doctrina del socialfascismo adoptada hasta finales de 1935 por el Comintern y por el Partido Comunista Italiano.

## Obras
- Il delitto e la questione sociale. Appunti sulla questione penale, Unione autori, Milán 1883.
- Lo Stato delinquente, impreso en l'administrazione della Plebe, Milán 1883.
- Strofe, E. Quadrio, Milán 1883.
- Socialismo e scienza. A proposito di un nuovo libro di N. Colajanni, Tip. Fratelli Giorgetti, Como 1884.
- Il canto dei lavoratori. Inno del Partito operaio italiano. Poesia di Filippo Turati con musica, Tip. Fantuzzi, Milán 1889.
- Le 8 ore di lavoro. Sunto stenografico della conferenza pronunciata in Milano nel Teatro della Cannobiana il 1º maggio 1891, Tip. degli Operai, Milán 1891.
- Questo non fu che il rendiconto, piu o meno fedele, di un discorso d'occasione, 1891.
- Il dovere della resistenza. Agli operai metallurgici di Milano. Seguito dall'Inno dei meccanici di F. Fontana, Uffici della Critica sociale, Milán 1892.
- La moderna lotta di classe, Critica sociale, Milán 1892.
- Il canto dei lavoratori. Inno del Partito socialista dei lavoratori italiani. Con musica, a cura della Sezione del Partito, Zúrich 1893.
- Rivolta e rivoluzione, Critica sociale, Milán 1893.

### Ediciones modernas
- Socialismo e riformismo nella storia d'Italia. Scritti politici 1878-1932, Feltrinelli, Milán 1979.
- Filippo Turati. Scritti e discorsi 1878-1932, Guanda, Milano 1982.
- Bibliografia degli scritti. 1881-1926, Lacaita, Manduria-Bari-Roma 2001.
- Lo stato delinquente,prefazione Giuliano Vassalli, M&B Publishing, Milán 2002.
- Il socialismo italiano,antologia scritti e discorsi, M&B Publishing, Milán 2006

## Otros proyectos
- Wikisource contiene obras originales de o sobre Filippo Turati.
- Wikimedia Commons alberga una categoría multimedia sobre Filippo Turati.
- Wikiquote alberga frases célebres de o sobre Filippo Turati.